# 約翰·阿克斯福德
約翰·伯頓·阿克斯福德（英語：John Berton Axford，1983年4月1日—），綽號「The Ax Man」，是一位加拿大職業棒球投手，現效力於美國職棒大聯盟密爾瓦基釀酒人。曾效力於聖路易紅雀、克里夫蘭印地安人、匹茲堡海盜、科羅拉多洛磯、奧克蘭運動家及多倫多藍鳥。
阿克斯福德在2011年的救援成功數領先全國家聯盟，也使他贏得該年度的國聯最佳救援投手獎。

## 職業生涯

### 踏上大聯盟
阿克斯福德在安大略多佛港長大，並進入布蘭特福德附近的聖母升天學院就讀。因為該校並沒有校際棒球比賽，他轉而加入多佛港棒球俱樂部（Port Dover club）、安大略隊（Team Ontario）及加拿大隊（Team Canada）。四年總計，他在這三家俱樂部共投278局，繳出37勝12敗、防禦率1.88、432次三振及173次保送的成績。
最初，他在2001年美國職棒大聯盟選秀被西雅圖水手以第7輪（第219名）的順位選中，不過他卻接受了聖母大學提供的體育獎學金。他在2003年12月進行尺骨附屬韌帶重建術後，使得他退出了大學三年級的整個賽季。他在愛爾蘭戰士的三個賽季中共出賽31場，其中25場為先發，共繳出14勝5敗的成績。雖然他在2005年大學四年級時，成為紅衫球員失去獎學金，但他依舊取得電影、電視及戲劇學士學位。
阿克斯福德於2005年美國職棒大聯盟選秀被辛辛那提紅人以第42輪（第1,259名）的順位選中。2006年春季，他將最後一年大學球員資格奉獻給了凱尼休斯學院，在14場先發比賽中繳出3勝8敗的成績。紅人觀察他在金獅鷲的出賽後，便拒絕提出合約給他。同年夏季，他轉而為西部棒球大聯盟的梅爾維爾百萬富翁投球。阿克斯福德在一場比賽中主投7局並送出19次三振，因而吸引了紐約洋基的注意。2006年8月11日，洋基與他簽下小聯盟的自由球員合約。他在2007年為三支3A農場球隊（史坦頓島洋基、查爾斯頓河狗及坦帕洋基）與僅出賽一場的史克蘭頓/威爾克斯-巴里洋基投球。在27場比賽中繳出1勝4敗的成績，隨後便在2007年12月14日被球隊釋出。

### 密爾瓦基釀酒人

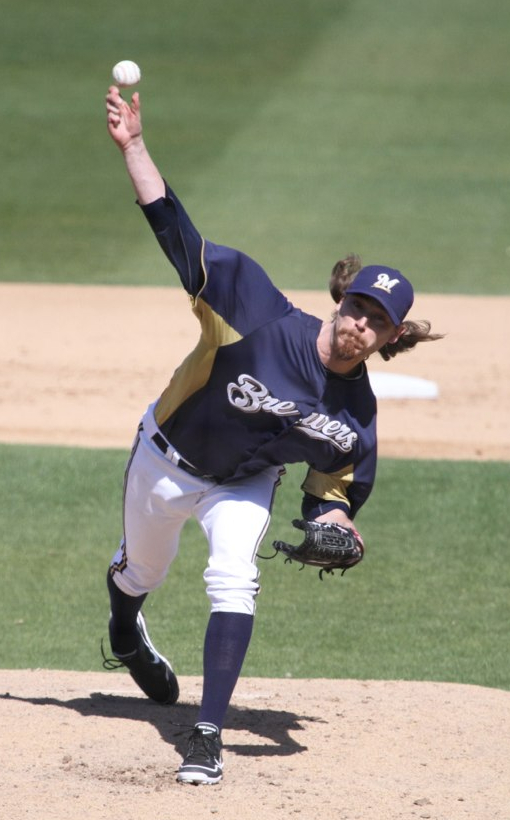
2012年春訓效力於密爾瓦基釀酒人的阿克斯福德

經過冬季在多倫多地區擔任研科的行動電話銷售員後，阿克斯福德於2008年3月4日與密爾瓦基釀酒人簽下合約。他在小聯盟的布瑞瓦郡海牛繳出5勝10敗、防禦率4.55的成績，並在休賽期至連鎖店East Side Mario's擔任調酒師。他在2009年僅作為牛棚投手出賽，效力海牛、杭茲維爾星辰及納許維爾天籟三隊期間，共繳出9勝1敗的成績。他在9月7日升上大聯盟，並在15日瑞格利球場對上芝加哥小熊的第八局初登板，擔任隊上最後一位上場投手，最終球隊以7比13敗給小熊。他在一局當中失掉1分自責分、被敲出1支安打並送出3次保送。
2010年，阿克斯福德先為納許維爾天籟投球，接著於5月15日轉戰釀酒人。在5月23日對上明尼蘇達雙城的比賽中，未曾擔任過終結者的阿克斯福德因為崔佛·霍夫曼的下場，而被指派上場救援。阿克斯福德相當勝任這個位置，再加上他早期的幾場出賽都留著八字鬍，喚醒大眾對傳奇投手羅利·芬格斯的記憶，使他廣受釀酒人球迷的歡迎。他在出賽50場的比賽中，繳出8勝2敗、防禦率2.48的成績，在27次救援機會中有24次救援成功，並在58局的投球局數中三振76次打者，結束了他的首個完整賽季。他獲《棒球美國》選為2010年度最佳新秀陣容的候補投手。
2011年，阿克斯福德擔任釀酒人的終結者，不過他的表現掙扎，開季前兩週便出現兩次救援失敗。接著，他把握住剩餘的每一次救援機會。在7月27日對上芝加哥小熊的比賽中，阿克斯福德拿下他第26次連續救援成功，打破了道格·瓊斯所保有的釀酒人隊史紀錄。阿克斯福德也以11次救援成功及防禦率2.57的成績，獲頒2011年7月份的DHL年度救援王獎。9月24日，他在對上邁阿密馬林魚的比賽中成功救援，寫下釀酒人的單季最多救援隊史紀錄。在這個賽季裡，他的救援成功數（46次）領先整個國家聯盟，而在終結比賽（63場）方面則名列第二，在73+2⁄3的投球局數中，繳出2勝2敗、86次三振、59支被安打、防禦率1.95的成績。阿克斯福德也是繼羅里·芬格斯後，首位成為聯盟救援王的釀酒人投手。他將他的成功延續到了2011年季後賽，在登板6場共主投7局的比賽中，繳出3次救援成功、防禦率1.29及9次三振的成績。然而，阿克斯福德在國家聯盟分區賽的關鍵性第五戰中，出現了他本年度季後賽的首次救援失敗，所幸仍在第10局取得比賽的勝利。10月28日，阿克斯福德獲頒美國八字鬍學會的2011年度羅勃·古勒追念鬍鬚美國人獎（2011 Robert Goulet Memorial Mustached American of the Year Award）。阿克斯福德於2011年的成功也延續到了休賽期，他在國聯賽揚獎的票選名列第九，並在國聯最有價值球員獎票選排行第十七。他也入選及獲得了多個獎項，包括年度最佳救援投手獎及加拿大的蒂普·歐尼爾獎（每年頒發給在個人成就及團隊貢獻方面有傑出表現的加拿大運動員）。他與喬伊·沃托共同獲得蒂普·歐尼爾獎，這是該獎項第三次在同一年度頒發給兩名運動員。
阿克斯福德於2012年拿下開季連續6次救援成功，並將連續救援成功數過大至49次。這項數據也寫下了MLB歷史第四長連續救援成功紀錄。這項連勝止步於2012年5月11日，對上芝加哥小熊的比賽。比賽結束後，阿克斯福德因為其妻子在當晚開始產前陣痛，將要生下他們的第二名孩子，所以無法對這場比賽發表言論。不過，他卻在更衣室留下了一張便條給記者。7月16日，阿克斯福德在九局上半失掉3分，毀掉了釀酒人的2比0領先。不過，阿克斯福德在下半季重新振作，重返釀酒人終結者的位置。最終，他在2012年賽季拿下35次救援成功（國聯第6名）、防禦率4.67，以及69局的投球局數中三振93位打者的生涯新高，平均每9局就三振了12位打者。9月16日，阿克斯福德在對上紐約大都會的比賽中，達成生涯100次救援成功。
2013年1月18日，釀酒人宣布為避免薪資仲裁，與阿克斯福德簽下一份一年500萬美元的合約。他在季前為加拿大棒球代表隊參賽2013年世界棒球經典賽（WBC）。在他的四次登板中，繳出了0勝2敗、防禦率22.10，以及一次救援失敗的成績。他在WBC期間的球速曾達98英里每小時（158每小時），但在釀酒人時僅能投出90至91英里每小時（145至146每小時）。釀酒人簽下吉姆·亨德森，取代了阿克斯福德的終結者位置。他在釀酒人62場比賽期間的防禦率達4.45。

### 聖路易紅雀

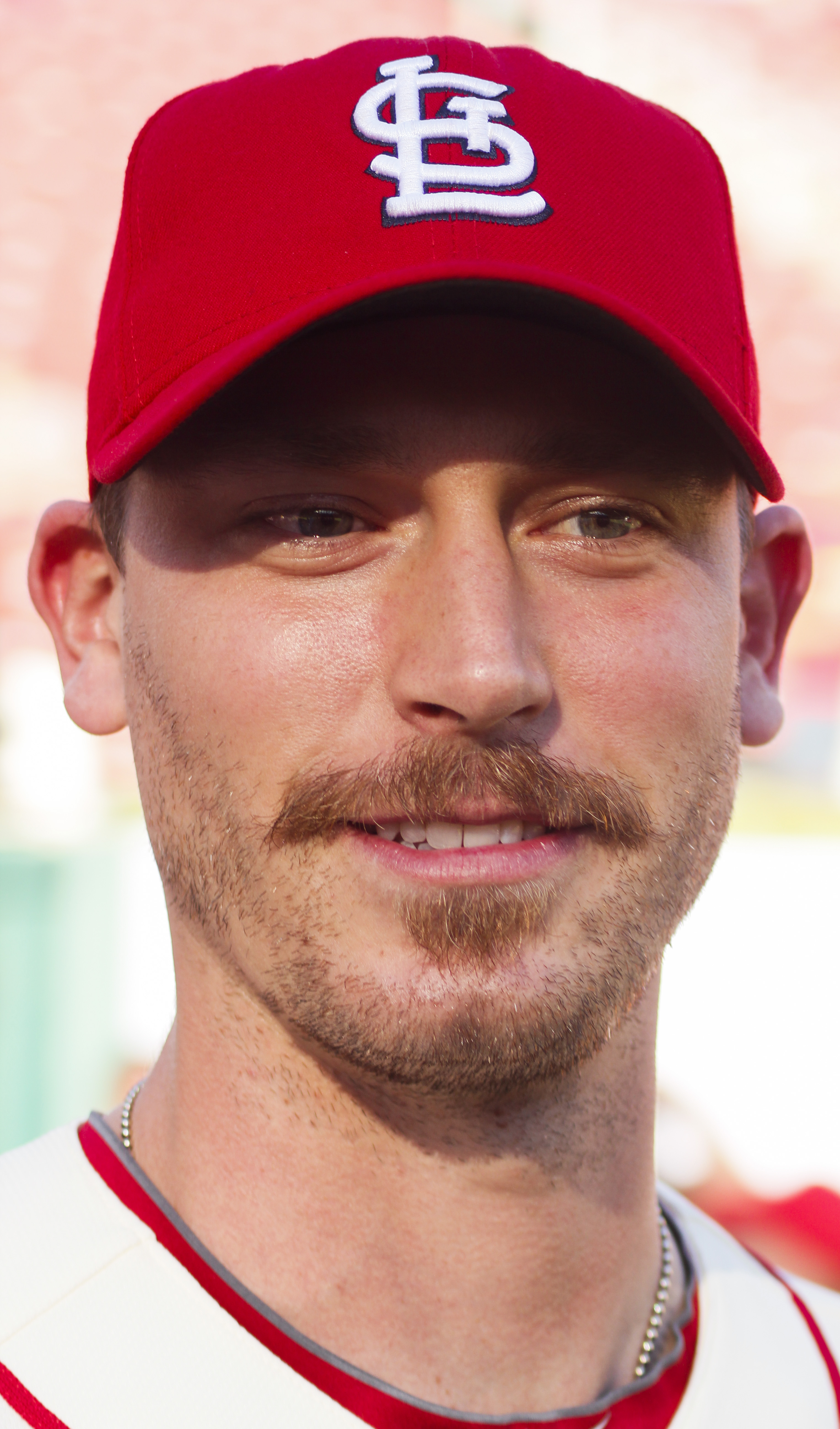
阿克斯福德於2013年效力紅雀

2013年8月30日，釀酒人以日後指定球員的形式，將阿克斯福德交易至聖路易紅雀，並換來麥可·布拉澤克。紅雀的教練曾告知阿克斯福德，他所投出的球種已經被打者識破。在紅雀期間，他與捕手雅迪爾·莫里納合作，以修正紅雀教練團分析出的破綻。阿克斯福德在他的最後13場常規賽繳出防禦率1.74的成績，並在季後賽拿下1.59的防禦率，包括2013年世界大賽主投2+1⁄3局無失分。本季過後，紅雀決定不提供阿克斯福德2014年合約，使他成為自由球員。

### 克里夫蘭印地安人

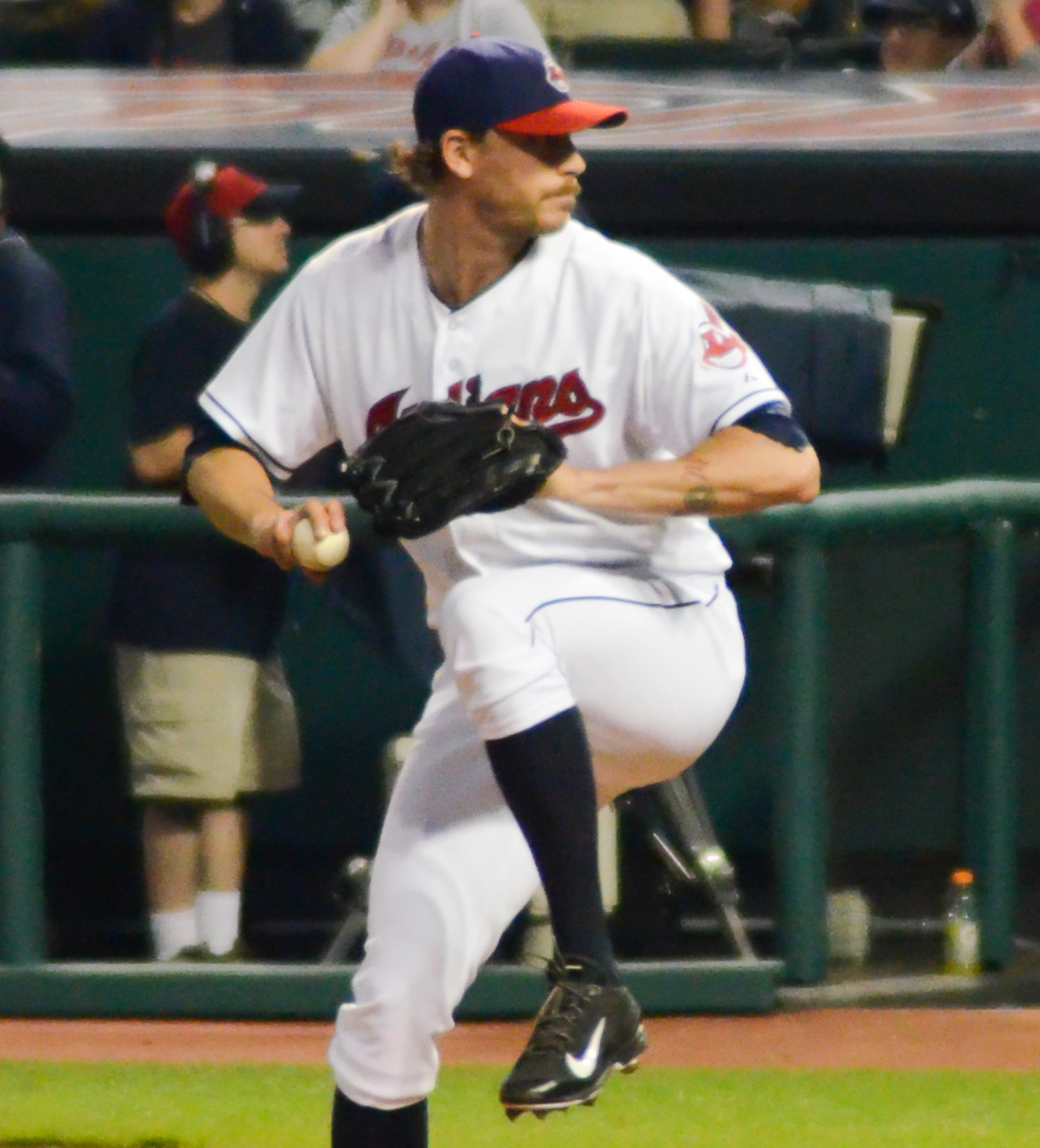
阿克斯福德於2014年效力克里夫蘭印地安人

2013年12月19日，阿克斯福德與克里夫蘭印地安人簽下一份一年450萬美元的合約，為該隊擔任終結者。雖然在4月曾有9次救援成功，但他在5月的表現低迷，使他喪失了進入由科迪·阿倫、布萊恩·蕭爾、斯科特·艾奇森及馬克·澤普仁斯基組成的救援委員會的席次。

### 匹茲堡海盜
2014年8月14日，匹茲堡海盜從克里夫蘭印地安人的釋出名單中撿走阿克斯福德。他在10月25日被移出40人名單，並放進指定讓渡名單。11月3日，他被下放至小聯盟成為自由球員。

### 科羅拉多洛磯
2015年1月30日，阿克斯福德與科羅拉多洛磯簽下一紙小聯盟合約。當泰勒·恰特伍德被放入60天傷兵名單後，使阿克斯福德於3月1日進入40人名單。佈局投手亞當·歐塔維諾在拉特洛伊・哈金斯陷入低潮後，被指派擔任洛磯的終結者。歐塔維諾因尺骨附屬韌帶損傷，需要接受重建手術，使得阿克斯福德晉升為洛磯的終結者。他在賽季結束後，被球隊放入指定讓渡名單中。

### 奧克蘭運動家
2015年12月11日，阿克斯福德與奧克蘭運動家簽下一紙兩年1000萬美元的合約。

## 球探報告
阿克斯福德初入大聯盟並擔任釀酒人的終結者時，主要（幾乎完全）仰賴著他強而有力的快速球，平均球速落在96至98英里每小時，有時更可達100英里每小時。因為他的身高較高，投出的球是由上而下的，且他投球時會有奇怪的手臂貼緊動作。因此，他的變化球變得幾乎和快速球一樣具有優勢，且他也能投出不錯的曲球，12-6的順時針曲球球速可達79至80英里每小時，而滑球球速可達83至86英里每小時。

## 個人生活
阿克斯福德在聖母大學取得電影及電視學位。身為一位狂熱的電影迷，阿克斯福德透過他的Twitter帳號，成功預測2013年奧斯卡金像獎15名得獎者中的14名，並在2014年奧斯卡金像獎完全命中所有18位得獎者。在2015年奧斯卡金像獎的24個獎項中，他成功預測17名得主。阿克斯福德也參加了四年度的密爾瓦基電影節。

## 外部連結
- 球員資訊和成績在MLB ，ESPN ，Retrosheet ，Baseball Reference ，Baseball Reference (Minors) ，Fangraphs ，The Baseball Cube （英文）
- 小聯盟球員個人資料頁面 （页面存档备份，存于）
- John Axford的X（前Twitter）